# Гаррісбург (Небраска)
Гаррісбург (англ. Harrisburg) — переписна місцевість (CDP) в США, в окрузі Беннер штату Небраска. Населення — 99 осіб (2020).

## Географія
Гаррісбург розташований за координатами 41°33′2″ пн. ш. 103°43′36″ зх. д. / 41.55056° пн. ш. 103.72667° зх. д. (41.550529, -103.726684).  За даними Бюро перепису населення США в 2010 році переписна місцевість мала площу 16,76 км², уся площа — суходіл.

### Клімат
| Клімат : Гаррісбург   | Клімат : Гаррісбург | Клімат : Гаррісбург | Клімат : Гаррісбург | Клімат : Гаррісбург | Клімат : Гаррісбург | Клімат : Гаррісбург | Клімат : Гаррісбург | Клімат : Гаррісбург | Клімат : Гаррісбург | Клімат : Гаррісбург | Клімат : Гаррісбург | Клімат : Гаррісбург | Клімат : Гаррісбург |
| Показник              | Січ.                | Лют.                | Бер.                | Квіт.               | Трав.               | Черв.               | Лип.                | Серп.               | Вер.                | Жовт.               | Лист.               | Груд.               | Рік                 |
| Середній максимум, °C | 5,2                 | 6,5                 | 10,7                | 15,4                | 20,8                | 26,6                | 31,1                | 30,2                | 24,8                | 17,4                | 10,2                | 4,8                 | 17,0                |
| Середній мінімум, °C  | −9,9                | −8,9                | −5,2                | −1,2                | 4,4                 | 9,5                 | 12,9                | 11,9                | 5,9                 | −0,9                | −6,2                | −10,5               | 0,2                 |
| Норма опадів, мм      | 8                   | 12                  | 25                  | 43                  | 61                  | 67                  | 53                  | 47                  | 35                  | 31                  | 16                  | 11                  | 408                 |
| --------------------- | ------------------- | ------------------- | ------------------- | ------------------- | ------------------- | ------------------- | ------------------- | ------------------- | ------------------- | ------------------- | ------------------- | ------------------- | ------------------- |
| Джерело: NOAA         |                     |                     |                     |                     |                     |                     |                     |                     |                     |                     |                     |                     |                     |

## Демографія
Згідно з переписом 2010 року, у переписній місцевості мешкало 100 осіб у 45 домогосподарствах у складі 31 родини. Густота населення становила 6 осіб/км².  Було 50 помешкань (3/км²).
Расовий склад населення:
| - 95,0 % — білих - 1,0 % — корінних американців |

До двох чи більше рас належало 4,0 %. Частка іспаномовних становила 3,0 % від усіх жителів.
За віковим діапазоном населення розподілялося таким чином: 26,0 % — особи молодші 18 років, 46,0 % — особи у віці 18—64 років, 28,0 % — особи у віці 65 років та старші. Медіана віку мешканця становила 47,2 року. На 100 осіб жіночої статі у переписній місцевості припадало 104,1 чоловіків;  на 100 жінок у віці від 18 років та старших — 89,7 чоловіків також старших 18 років.
Середній дохід на одне домашнє господарство  становив 28 532 долари США (медіана — 27 292), а середній дохід на одну сім'ю — 31 063 долари (медіана — 30 938). За межею бідності перебувало 13,3 % осіб, у тому числі 60,0 % дітей у віці до 18 років та 0,0 % осіб у віці 65 років та старших.
Цивільне працевлаштоване населення становило 15 осіб. Основні галузі зайнятості: освіта, охорона здоров'я та соціальна допомога — 53,3 %, будівництво — 33,3 %, мистецтво, розваги та відпочинок — 13,3 %.